# ペタル・ジェコフ
ペタル・ペトロフ・ジェコフ（Петър Петров Жеков、1944年10月10日 - 2023年2月18日）は、ブルガリア、ハスコヴォ州出身の元同国代表サッカー選手。現役時代のポジションはFW。

## 経歴
地元クラブのFCディミトロヴグラトでキャリアをスタートさせる。その後、PFCベロエ・スタラ・ザゴラへ移籍。1963年から1975年まではCSKAソフィアでプレーし、ブルガリアリーグで得点王を6度獲得。1968-69シーズンにはヨーロッパ・ゴールデンブーツにも輝いた。
ブルガリア代表として44試合に出場し、25得点を記録している。1968年メキシコシティーオリンピックにも出場して4得点を挙げ、銀メダル獲得に貢献した。また、FIFAワールドカップにも2度出場している。
2023年2月18日、死去。78歳没。

## 獲得タイトル
ブルガリア代表
- メキシコシティオリンピック　準優勝

CSKAソフィア
- リーグ　1966, 1969, 1971, 1972, 1973, 1975
- ソビエトアーミーカップ　1965, 1969, 1972, 1973, 1974